# Артерия (группа)
«Арте́рия» — российская метал-группа экс-гитариста групп «Ария» и «Кипелов» Сергея Терентьева, существующая с 2003 года. Исполняют музыку в стиле хеви-метал. Название, по сути, является составным: слог «Ар» и окончание «ия» намекают на существование группы «Ария», а центральный слог «тер» — на фамилию лидера.

## История

### Предыстория и первый альбом
История группы «Артерия» ведёт отсчёт с конца 2003 года, когда Сергей Терентьев объявляет о своём уходе из группы «Кипелов». Годом ранее Терентьев покинул группу «Ария», проработав в ней 8 лет. После ухода от Кипелова Терентьеву потребовался вокалист для создания группы, которым стал вокалист группы «Легион» Алексей Булгаков.
Результатом первой совместной работы стало переиздание первого сольника Терентьева «Up to Thirty» 1994 года. Альбом был переиздан в 2004 году под названием «30+3+Infinity» и включил в себя три бонус-трека. В июле 2004 года Алексей Булгаков предложил кандидатуру Сергея Еранова («Легион») на место барабанщика, а бас-гитаристом коллектива стал Роберт Бойм (экс-«Betrayer», экс-«ХимерА»). В конце весны 2005 года стало известно, что работа над альбомом «Лети на свет», закончена. Альбом получил положительный отзыв и 4 звезды от портала «Утро. Ру».

### Состав с Сергеевым
В июне 2005 года, без каких-либо видимых конфликтных ситуаций, Алексей Булгаков заявил, что дальнейшее сотрудничество невозможно — и ушёл, заодно прихватив с собой Сергея Еранова. Сам Булгаков объяснял это тем, что он не успевал одновременно работать с «Артерией» и со своей группой «Легион», поэтому он выбрал «Легион». Не зная, что делать в сложившейся ситуации, от продолжения сотрудничества отказался и Роберт Бойм. В июле на вакантное место бас-гитариста прослушивание проходит Николай Коршунов (экс-«Томкэт»). Новым барабанщиком становится Алексей Барзилович (экс-«Валькирия»), а на место второго гитариста приглашается молодой гитарист Вячеслав Селин. На место вокалиста пробовались Сергей Луганский (экс-«Магнит») и Андрей Храмов (экс-«ХимерА», «Green town»), но по различным причинам они работали с группой совсем недолго. Через некоторое время вокалистом становится Сергей Сергеев (экс-Shadow Host). Дебютный альбом группы «Артерия» с вокалом Алексея Булгакова — «Лети на свет» — вышел 3 октября 2005 года под лейблом «CD-Maximum». Уже в конце того же года «CD-Maximum» переиздает «Лети на свет» с полноценным буклетом и двумя бонус-треками, которые спел Сергей Сергеев. Летом 2006 года «CD-Maximum» издает следующий альбом группы — «В поисках новой жизни». Это альбом ремейков песен «арийского» периода, автором которых является Сергей Терентьев. Вскоре после выпуска этого альбома из группы был уволен барабанщик Алексей Барзилович, который стал барабанщиком группы «Catharsis». Новым барабанщиком «Артерии» стал Сергей Кутаев (экс-«Shadow Host»). С сентября 2006 года группа «Артерия» работает над музыкальным проектом Маргариты Пушкиной «Династия посвящённых». Но после 9 месяцев работы, прекращают сотрудничество. В 2007 году лидер группы Сергей Терентьев попал под стражу за причинение смерти по неосторожности 19-летней студентки Татьяны Королёвой. Сергей сбил её насмерть на своём автомобиле и получил наказание в виде 4 лет лишения свободы в колонии-поселении. Весь 2007 год группа концертировала без него, а также работала над новым материалом.

### Составы с Волковым
В январе 2008 года группу покинули Вячеслав Селин и Сергей Сергеев для создания группы «Форсаж». Причиной стали разногласия Сергея Терентьева с участниками группы: Вячеслав Селин и Сергей Сергеев в его отсутствие сделали заявление о том, что группа «Артерия» меняет стиль и опубликовали новый трек, не согласовывая с ним. Новым вокалистом стал Андрей Волков. Отыграв несколько концертов в таком составе, группу оставил бас-гитарист Николай Коршунов в июне того же года в связи с началом регулярной работы в качестве бас-гитариста русской рок-легенды "Крематорий". Его место занял бас-гитарист Юрий Макаров. В феврале 2009 года группа обнародовала новую песню «Боль» авторства Андрея Волкова, которая спустя год вышла на одноимённом сингле, который распространялся группой на автограф-сессии. А уже летом того же года группа предложила вниманию публики ещё одну новую песню «Сам себе враг», авторства Сергея Терентьева. К тому времени в коллективе появился второй гитарист Эдуард Шаронов («Асферикс», экс-«Харизма»).

### Составы со Стрелковым
После продолжительного отпуска 15 мая 2010 года Андрей Волков сообщил группе, что возвращается на свою родину в г. Моршанск на постоянное место жительства, что делает невозможным его участие в группе «Артерия». 3 июня 2010 года стало известно, что новым вокалистом стал Григорий Стрелков (экс-«Ретрием», «Асферикс»). В марте 2011 года стало известно, что бас-гитарист Юрий Макаров вынужден прекратить своё сотрудничество с группой по причине его профессиональной занятости в сфере кинопроизводства. Новым басистом стал Даниил Захаренков («Чёрный Обелиск», «GlossyTeria»). В апреле выходит DVD «5 баллов», в который вошли интервью бывших и нынешних участников коллектива, а также их друзей. Кроме того в него вошли записанные за последние три года, но до этих пор официально неизданные песни «Боль», «Сам себе враг», «Край ветров», а также переписанная песня «Никто» из проекта Династия Посвящённых. 29 сентября 2011 года стало известно, что Эдуард Шаронов покинул коллектив, его место занял Сергей Ванюшин. 24 декабря 2011 года музыканты представили свою первую песню, исполненную на английском языке, под названием «Time will call your name» и лидер группы Сергей Терентьев дал интервью порталу Metalrus.ru, в котором объявил о том, что группа будет исполнять некоторые новые песни на английском.

### Составы с Кэпом
26 ноября 2012 года группу покинул Григорий Стрелков, новым вокалистом становится Александр Кэп. В мае 2013 года группа представила новую песню «Выбирай» его авторства. Ещё весной прошлого года Александр уже отметился в «Артерии», записав в качестве сессионного вокалиста очередную англоязычную песню «It used to be dream». 5 февраля 2014 года в программе «Живые» на Своём радио группа представила вниманию ещё две новые песни «Искажение» и «Ветер и птица». В мае вышел долгожданный третий студийный альбом коллектива «2014», включивший в себя помимо нового материала, песни написанные с 2009 года. 17 ноября 2014 года в сеть была выложена новая версия песни «Дорога без тебя». 23 декабря 2014 года интернет-релизом вышел сингл «Улетай» с одноимённой песней. 14 октября 2016 года на концерте в Москве об уходе из группы объявили Александр Кэп, Сергей Ванюшин и Иван Изотов. Вместе с ними группу покидает директор коллектива.
Несколько недель ушли на обдумывание ситуации и в этот момент проект фактически был заморожен.

### Состав с Жерновковым
Обдумав ситуацию, оставшиеся участники решили идти дальше.
В середине ноября 2016 года место бас-гитариста коллектива занимает Александр Гончаров.
25 декабря 2016 года в Москве состоялся концерт группы с приглашенными вокалистами: Роман Кречетов («Химера») , Алексей Булгаков («ЛЕГИОН», экс-«Артерия»), Андрей Кустарёв, Иван Жерновков и др.
Вторым гитаристом выступил бывший артерианец Эдуард Шаронов.
Место вокалиста «Артерии» в январе 2017 года занимает Иван Жерновков.
Первой работой группы в обновлённом составе становится сингл «Время все изменить» (издан на СД). Практически сразу за релизом диска коллектив представляет одноимённое промо-видео в поддержку грядущего концертного тура.
В декабре 2018 года группа презентует новый полноформатный альбом «Знаки» (издан на СД).
2019 год ознаменован туром в поддержку свежего лонгплея и празднованием пятнадцатилетия группы. Весной представлены 3 официальных видео к инструментальной части альбома, а также опубликован трейлер готовящегося документального фильма о творческом пути коллектива.
13 апреля 2019 года в Москве состоялся большой сольный концерт-презентация альбома «Знаки», также приуроченный к 15-летию коллектива. К выступлению были привлечены бывшие участники «Артерии», а также друзья группы: Эдуард Шаронов, Андрей Волков, Валерий Кипелов, Вячеслав Молчанов, Андрей Кустарёв и другие. До начала концерта зрителям был представлен для ознакомления десятиминутный фрагмент готовящегося документального фильма о группе.
До конца 2019 года несколько видео с концерта опубликованы на официальном ютуб-канале «Артерии».
21 августа 2019 года барабанщик Сергей Кутаев по личным причинам покидает группу. Однако, 4 января 2020 года ударник выступает на московском концерте в составе «Артерии» и сообщает о возобновлении своей работы в коллективе на постоянной основе.
С июня 2019 по январь 2020 «Артерия» работает над сведением и монтажом первого большого концертного альбома группы. Монтаж и режиссуру видео осуществляет постоянный оператор коллектива Максим «Вальтер» Шевченко. Группа планирует дополнить релиз объёмными видео-бонусами.
Документальный фильм об «Артерии» также находится в работе, ориентировочный релиз запланирован на конец 2020 года (первоначальная дата — весна 2019 года —  отменена, выпуск был отложен из-за подготовки концертного альбома).
25 января 2021 года состоялся релиз концертного альбома ZNAKI LIVE.
11 февраля 2021 года барабанщик Сергей Кутаев снова заявил об уходе из группы. По его словам, его деятельность перешла в сессионное русло.
В 2023 году в состав коллектива вернулся вокалист Андрей Козлов (он же Волков).

## Состав

### Текущий
- Андрей Козлов (Волков) — вокал (2008—2010, 2023—наши дни)
- Сергей Терентьев — гитара, клавишные, аранжировки (2003—наши дни)
- Павел Хайдуков — гитара (2023—наши дни)
- Александр Гончаров — бас-гитара (2016—наши дни)
- Игорь Черевко — ударные (2021—наши дни)

### Бывшие участники
Вокалисты
- Алексей Булгаков (2004—2005)
- Андрей Храмов (2005)
- Сергей Луганский (2005)
- Сергей Сергеев (2005—2008)
- Григорий Стрелков (2010—2012)
- Александр Кэп (2012—2016)
- Иван Жерновков (2017—2023)

Гитаристы
- Вячеслав Селин (2005—2008)
- Эдуард Шаронов (2009—2011)
- Сергей Ванюшин (2011—2016)

Бас-гитаристы
- Роберт Бойм (2004—2005)
- Николай Коршунов (2005—2008)
- Юрий Макаров (2008—2011)
- Даниил Захаренков (2011—2015)
- Иван Изотов (2015—2016)

Барабанщики
- Сергей Еранов (2004—2005)
- Алексей Барзилович (2005—2006)
- Сергей Кутаев (2006—2019, 2020—2021)

## Дискография
Студийные альбомы
- 2005 — «Лети на свет»
- 2006 — «В поисках новой жизни»
- 2014 — «2014»
- 2018 — «Знаки»

Синглы
- 2010 — «Боль», (CDr, Single, Limited Edition), Not On Label (Артерия Self-released), 6:08
- 2010 — «Сам себе враг», (CD, Album, Promo), Приложение К Журналу MusicBox (01.01.2010)
- 2010 — «Край ветров»
- 2011 — «Никто»
- 2011 — «Time will call your name»
- 2012 — «It used to be dream»
- 2013 — «Выбирай»
- 2014 — «Боль»
- 2014 — «Улетай»
- 2014 — «Дорога без тебя»
- 2015 — «Поколение Fake»
- 2016 — «Падает небо»
- 2016 — «Газ — в пол!»
- 2017 — «Время все изменить» (CD)
- 2017 — «Стихия огня»
- 2018 — «Там за морем»

Мини-альбом
- 2020 — «Жизнь — игра»

Трибьюты
- 2024 — «XX. Трибьют группе Артерия»

Видео
- 2010 — «5 баллов» (DVD)
- 2015 — «Поколение Fake» (промо-видео)
- 2016 — «Падает небо» (видеоклип)
- 2017 — «Время всё изменить» (промо-видео)
- 2019 — «Номер один» (Instrumental Official Bass & Guitar play)
- 2019 — «Бег по кругу» (Instrumental Official Bass play) (представлены 2 версии)
- 2021 — «ZNAKI LIVE» (концертный альбом)
- 2024 — «Время не ждёт» (видеоклип)

Связанные
- 2007 — Margenta — «Династия посвящённых» (участвовали все музыканты группы)